# Bystrytsja
Bystrytsja (ukrainsk: Бистриця; polsk: Bystrzyca) er en flod, en højre biflod til Dnestr, som løber gennem Iwano-Frankivsk rajon, Ivano-Frankivsk Oblast.
Bystrytsja-floden er dannet ved sammenløbet af Bystrytsja af Solotvyn og Bystrytsja af Nadvirna.

## Dannelse og forløb
Bystrytsja-Nadvirnyanska, er en typisk bjergflod, men er i sit nedre løb (Subcarpathia) en flod på sletterne; har en længde på 94 km og et afvandingsområde på 1.580 km2, og den anden gren Bystrytsja-Solotvynska har en længde på 82 km og et afvandingsområde på 795 km2.
Begge grene, typiske bjergfloder, har deres kilder i bjergkæden Gorgany i Karpaterne i den ukrainske provins Ivano-Frankivsk. Ved byen Ivano-Frankivsk, det administrative centrum af Ivano-Frankivsk Oblast, løber de to grene sammen og fortsætter derefter 17 km mod området syd for Halych, nær byen Jezupil, hvor floden endelig løber ud i Dnestr.
Navnet, Bystrytsia, er oversat som hurtigt bevægende fra det slaviske ord, бистрий - bystry.